# Limmu-Ennarea

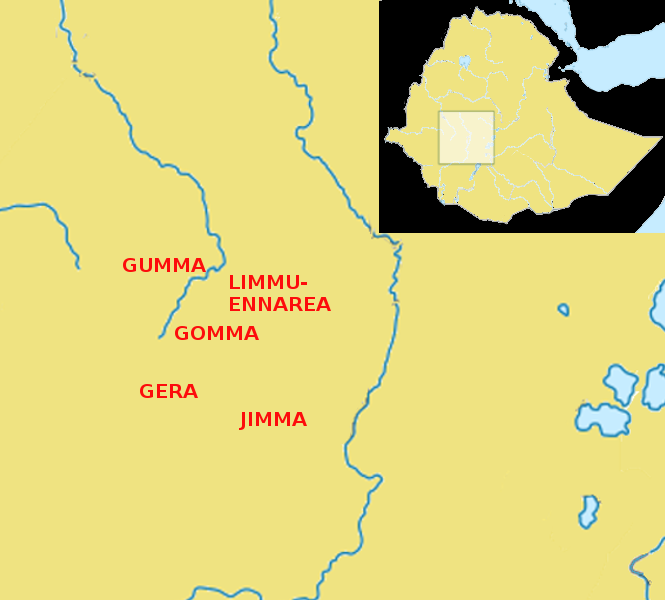
Carte montrant les cinq royaumes de Gibe (19e siècle). D'après "The Oromo of Ethiopia : A History 1570-1860" par Mohammed Hassen.

Le royaume de Limmu-Ennarea était l'un des royaumes de la région de Gibe d'Éthiopie qui ont émergé au XIXe siècle. Il partageait sa frontière orientale avec le Royaume de Jimma, sa frontière sud avec le Royaume de Gomma et sa frontière occidentale avec le Royaume de Gumma. Au-delà de sa frontière nord se trouvaient les tribus des Macha Oromo. Jimma était considéré comme le plus civilisé des royaumes de Gibe, qui comptait dans les années 1880 entre 10 000 et 12 000 habitants. Il a été converti à l'Islam par des missionnaires de l'Émirat de Harar dans la première moitié du XIXe siècle ; C.T. Beke, écrivant en 1841, rapporte que son « roi et la plupart de ses sujets sont mahométans ». La capitale de Limmu-Ennarea était à Saqqa.
L'emplacement de cet ancien royaume a une élévation centrale nord-sud comprise entre 1 500 et plus de 2 000 mètres (5 000 à plus de 6 500 pieds) et est couvert de forêts. La population de ce royaume était estimée en 1880 à environ 40 000 habitants, dont des esclavess. Cependant, c'était après une épidémie de peste à la fin des années 1840. , et Mordechai Abir estime la population avant cette calamité à environ 100 000 habitants

## Historique
Le royaume de Limmu-Ennarea était une continuation de l'ancien royaume de Ennarea, qui pendant de nombreuses décennies a résisté avec succès au Oromo, qui avait envahi les autres royaumes affluent à l'empereur éthiopien, y compris Bizamo et Konch. Malgré cela, comme l'observe Mohamed Hassen, Ennarea a fini par sombrer dans une longue période de guerre civile et, « au milieu de la seconde moitié du XVIIe siècle, Ennarya manquait non seulement d'une direction unique, mais aussi probablement de ses dirigeants rivaux. se sont battus davantage les uns contre les autres qu'avec leur ennemi commun. En 1704, lorsque l'empereur Iyasou le Grand fit campagne au sud de la rivière Abay et atteignit Gonga, le fief d'Ennarea sur la rivière Gibe, il fut accueilli par deux dirigeants rivaux du royaume en ruine. Dans les années qui suivirent l'expédition de l'Empereur à Ennarea, les potentats en guerre s'enfuirent progressivement vers le sud, vers le Royaume de Kaffa. La population restante Sidamo a été absorbée par les Oromo, qui, en tant que pratique, ne faisaient aucune distinction d'ascendance ethnique pour l'inclusion dans leur société.
Finalement, un puissant chef de guerre, Bofo le fils de Boku, en vint à dominer le Limmu Oromo par ses prouesses militaires et son charisme ; Mohammed Hassen date ce développement entre 1800 et 1802. Il a formé un lien dynastique avec la fille de Abba Rebu, qui faisait remonter son ascendance à la fois à la dynastie antérieure qui dirigeait Ennarea, ainsi qu'à un soldat portugais de la dynastie de Cristóvão da Gama armée venue vivre à Ennarea. Abir note également qu'une autre tradition veut que ce mariage soit une union politique entre deux clans rivaux, les Sapera et les Sigaro. Dans les deux cas, en raison de cette influence portugaise, les rois de Limmu-Ennarea s'appelaient eux-mêmes « supera », contrairement aux autres rois Gibe qui utilisaient le mot Oromo [citation nécessaire] "Moti" qui à l'origine indiquait la fonction du chef de guerre (également appelé Abba Dula) pendant le cycle de son Gadaa.
En 1825, Bofu abdiqua en faveur de son fils, Abba Bagibo, sous le règne duquel Limmu-Ennarea atteignit l'apogée de son existence. En raison des guerres dans le Jimmu voisin, les marchands utilisaient la route commerciale traversant son royaume pour accéder à Kaffa. Abba Bagibo a fait un effort concerté pour promouvoir ce commerce, à la fois avec des politiques bénéfiques (par exemple, en offrant une sécurité contre les bandits aux commerçants et des tarifs plus bas) et avec des politiques coercitives (exigeant des marchands de Gondar, Adwa, Derita et Dawe pour rencontrer leurs homologues de Kaffa et plus au sud à Saqqa).
Sous le règne d'Abba Bagibo, le royaume de Limmu-Ennarea a adopté l'Islam comme religion d'État. Lorsque des missionnaires catholiques ouvrirent plus tard une mission dans le royaume en 1846, le roi leur dit que « si vous étiez venus il y a trente ans, non seulement moi mais tous mes compatriotes aurions pu embrasser votre religion, mais maintenant c'est impossible ».
Le succès final de Jimma dans la conquête du Badi-Folla en 1847 rouvrit la route commerciale entre Kaffa et Shewa, que les marchands trouvèrent être une bien meilleure route. Cela a également mis fin à la prospérité de Limmu-Ennarea, malgré les actions ultérieures d'Abba Bagido. À sa mort en 1861, Abba Bagido fut remplacé par son « fils musulman sans talent et fanatique », qui hâta le déclin du royaume.
Limmu-Ennarea a été sécurisée pour Shewa par Ras Gobana Dacche après la Bataille d'Embabo décisive, sans qu'un seul coup ne soit porté ; cependant, lorsque Ras Gobana tomba du pouvoir quelques années plus tard, au milieu des années 1880, toute la région de Gibe éclata en révolte. Dejazmach Wolde Giyorgis reconquit alors le royaume par la force ; les Dejazmach construisirent ensuite une église dédiée à Saint-Marque près du palais royal. Abba Bagibo, le fils du dernier roi, Abba Gomoli, se convertit au christianisme pour des avantages politiques, changea son nom en Gabra Selassie et devint un Fitawrari en Éthiopie. Empire.